# 게임파크
게임파크(Gamepark)는 대한민국 최초의 휴대용 게임기 GP32를 개발한 하드웨어 회사이다. GP32의 후속 기종인 XGP 시리즈를 개발하고 있었으나 발매하지 못하고 2006년 12월 31일자로 폐업하였다.

## 인용
1. ↑  http://www.hometax.go.kr/min/fafebi35.jsp 보관됨 2010-07-24 - 웨이백 머신 국세청 사업자등록상태 조회 서비스로 확인한 결과 게임파크는 2006년 12월 31일자로 폐업하였다

## 같이 보기
- 게임파크 홀딩스(GPH)
- 겜브로스
- GP32
- GP2X, GP2X Wiz, Caanoo
- XGP, nXGP